# غهراب (مقاطعة فسا)
غهراب (بالفارسية: گهراب) هي قرية تقع في قسم ميانده الريفي في إيران. يقدر عدد سكانها بـ 815 نسمة بحسب إحصاء 2016.